# Brenna Whitaker
Brenna Whitaker (* in Kansas City) ist eine US-amerikanische Jazz-Sängerin.

## Leben
Brenna Whitaker wuchs in Kansas City auf und erhielt früh Klavierunterricht. Im Alter von 17 Jahren ging sie nach New York und nahm u. a. Gesangsunterricht bei Gladys Knight. Nach einer weiteren Ausbildung am Pasadena Jazz Institute erhielt sie ein Engagement am W-Hotel in Los Angeles, wo sie seit 2010 zusammen mit ihrer achtköpfigen „Brenna Whitaker Little Big Band“ wöchentlich auftritt. Im Oktober 2015 erschien ihr Debütalbum Brenna Whitaker bei Verve Records. Darüber hinaus interpretierte sie den Song „It's Not Easy Being Green“ aus der Muppet Show, der auf dem Album We Love Disney 2015 erschien. Im November 2015 gab sie im Rahmen einer Europa-Tournee auch in Deutschland vier Konzerte.

## Diskographie

Brenna Whitaker (2015)

Alben
- 2015: Brenna Whitaker